# Andrew Cuomo
Andrew Mark Cuomo (Nueva York; 6 de diciembre de 1957) es un político estadounidense perteneciente al Partido Demócrata. Ejerció como el 56.º gobernador del estado de Nueva York desde 2011 hasta 2021.
Su padre, Mario Cuomo, fue gobernador de Nueva York desde 1983 hasta 1994. Andrew Cuomo fue secretario de Vivienda y Desarrollo Urbano de los Estados Unidos desde 1997 hasta 2001, durante la presidencia de Bill Clinton. Fue elegido gobernador de Nueva York en 2010 y asumió el cargo en enero de 2011. Fue reelegido para el cargo en 2014 y 2018.
Cuomo dimitió el 10 de agosto de 2021 tras varias acusaciones de agresión sexual. El presidente Joe Biden había pedido su renuncia, la cual se hizo efectiva el 24 de agosto de 2021.

## Biografía
Cuomo nació en el distrito de Queens, Nueva York, el mayor de los cinco hijos del abogado y más tarde gobernador de Nueva York, Mario Cuomo y Matilda (nacida Raffa). Sus padres eran de ascendencia italiana; sus abuelos paternos eran de Nocera Inferiore y Tramonti en el sur de Italia y sus abuelos maternos de Sicilia. Su hermana mayor es la radióloga Margaret Cuomo y su hermano menor el periodista Chris Cuomo. Se graduó en St. Gerard Majella's School en 1971 y en Archbishop Molloy High School en 1975. Recibió un título de Grado de la Universidad de Fordham en 1979, y el doctorado de la Facultad de Derecho Albany en 1982.
Andrew Cuomo se casó en 1990 con Kerry Kennedy, hija de Robert F. Kennedy. Se divorciaron 15 años después. Tienen tres hijas, las gemelas Mariah y Cara, y Michaela.

## Principio de la carrera política
Durante la campaña de su padre para gobernador en 1982, Cuomo trabajó como director de campaña y posteriormente se unió al personal del gobernador como asesor.
De 1984 a 1985, Cuomo fue asistente del fiscal de distrito de Manhattan y trabajó brevemente en el bufete de abogados Blutrich, Falcone & Miller. Fundó Housing Enterprise for the Less Privileged (HELP) en 1986 y dejó el bufete de abogados para dirigir HELP a tiempo completo en 1988. De 1990 a 1993, durante la administración del alcalde de la ciudad de Nueva York, David Dinkins, Cuomo fue presidente de la Comisión de Personas sin Hogar de la Ciudad de Nueva York, que fue responsable de desarrollar políticas para abordar la falta de vivienda en la ciudad y brindar más opciones de vivienda.

## Secretario de Vivienda y Desarrollo Urbano

Cuomo junto a su mujer Kerry Kennedy, en una visita al presidente Bill Clinton, durante su época como Secretario del HUD

Después de la marcha del Secretario del Departamento de Vivienda y Desarrollo Urbano de los Estados Unidos (HUD), Henry Cisneros, al final del primer mandato de Bill Clinton, Cuomo fue confirmado por el Senado de los Estados Unidos para sucederlo. Cuomo se desempeñó como Secretario desde enero de 1997 hasta el final de la administración Clinton en 2001.
En 2000, Cuomo dirigió los esfuerzos de HUD para negociar un acuerdo con el fabricante estadounidense de armas de fuego Smith & Wesson. Este acuerdo requería que Smith & Wesson cambiara el diseño, la distribución y la comercialización de las armas para hacerlas más seguras y ayudar a mantenerlas fuera del alcance de los niños y los delincuentes. Los presupuestos promulgados durante el mandato de Cuomo contenían iniciativas para aumentar la oferta de viviendas asequibles y la propiedad de viviendas y para crear puestos de trabajo. Durante su mandato se incluyeron nuevos subsidios de asistencia para el alquiler, límites más altos a las hipotecas aseguradas por la Administración Federal de Vivienda, una ofensiva contra la discriminación en la vivienda, programas ampliados para ayudar a las personas sin hogar a obtener vivienda y empleo, y la creación de nuevas viviendas.
Durante su gestión se presionó a los prestamistas con respaldo gubernamental, Fannie Mae y Freddie Mac, para que compraran más préstamos hipotecarios emitidos a propietarios pobres en un intento por poner fin a la discriminación de las minorías.

## Fiscal general de Nueva York
Cuomo declaró su candidatura para la nominación demócrata para fiscal general del estado de Nueva York en 2006 consiguiendo el respaldo del Partido Demócrata. Aunque Cuomo ganó el respaldo, el exdefensor público de la ciudad de Nueva York, Mark J. Green, y el dos veces candidato a vicegobernador, Charlie King, también obtuvieron lugares en el ticket electoral demócrata. King se retiró de la carrera antes de las primarias y respaldó a Cuomo.
Cuomo ganó las primarias con la mayoría de los votos, derrotando a su oponente más cercano por más del 20 %. En las elecciones generales de noviembre de 2006 derrotó a la candidata republicana, la exfiscal de distrito de Westchester, Jeanine Pirro.

### Vigilancia política de Eliot Spitzer
En julio de 2007, la oficina de Cuomo amonestó a la administración del gobernador demócrata Eliot Spitzer por ordenar a la Policía del Estado de Nueva York que mantuviera registros especiales del paradero del entonces líder de la mayoría del Senado de Nueva York, el republicano Joseph Bruno, cuando viajaba con escoltas policiales en la ciudad de Nueva York. Según la percepción de los altos funcionarios de la administración de Spitzer, los documentos tenían la intención de causar daño político a Bruno. Spitzer respondió aceptando la responsabilidad y emitiendo una disculpa a Bruno.

### Investigación sobre préstamos estudiantiles
En 2007, Cuomo participó activamente en una investigación sobre las prácticas crediticias y las relaciones anticompetitivas entre los prestamistas estudiantiles y las universidades. Muchas universidades llevaban a los estudiantes a un prestamista preferido, lo que resultó en que los estudiantes que solicitaban créditos universitarios incurrieran en tipos de interés más altos. Esto condujo a cambios en la política de préstamos en muchas de las principales universidades estadounidenses.

### Usenet
El 10 de junio de 2008, Cuomo anunció que tres importantes proveedores de servicios de Internet (Verizon Communications, Time Warner Cable y Sprint) «cerrarían las principales fuentes de pornografía infantil en línea» al dejar de albergar muchos grupos de Usenet. Time Warner Cable dejó de ofrecer Usenet por completo, Sprint impidió el acceso a los 18 408 grupos de noticias en la jerarquía «alt.*». Verizon, por su parte, limitó los grupos de Usenet disponibles a aproximadamente 3000. La medida se produjo después de que la oficina de Cuomo encontrara 88 grupos de noticias diferentes en los que se había publicado pornografía infantil.

### Investigaciones de corrupción y fraude
En 2009, Cuomo investigó un escándalo de corrupción, que involucró a Carlyle Group y a la Comisión de Bolsa y Valores.
Ese mismo año, Cuomo inició una demanda contra la United Homeless Organization, una organización benéfica de Nueva York. Afirmó que la mayor parte de los ingresos del grupo no se utilizó para brindar servicios a las personas sin hogar, sino que se desvió a los fundadores para gastos personales no relacionados. En 2010 la juez Barbara R. Kapnick otorgó el fallo y obligó al grupo a disolverse.

### Posible nombramiento en el Senado de EE. UU.
A finales de 2008, después de que Hillary Clinton se convirtiera en la elección del presidente Obama para Secretaria de Estado, el entonces gobernador de Nueva York, David Paterson, fue requerido para nombrar un reemplazo temporal hasta una elección especial. Cuomo fue visto como uno de los principales contendientes para este nombramiento. Caroline Kennedy (que es prima de la exesposa de Cuomo) fue otra de las principales contendientes, pero se retiró por razones personales dos días antes de que Paterson anunciara su elección, dejando a Cuomo y Kirsten Gillibrand, miembro de la Cámara de Representantes, como los candidatos más probables. El 23 de enero de 2009, Paterson anunció que nombraría a Gillibrand para el Senado de Estados Unidos.

## Elecciones para gobernador de Nueva York

### Elecciones de 2002
En 2002 Cuomo se postuló por primera vez para la nominación demócrata para el puesto de gobernador de Nueva York. Inicialmente fue el favorito para la nominación y lideró la recaudación de fondos y las encuestas, pero su campaña sufrió graves daños después de un error. Hablando sobre las secuelas de los ataques del 11 de septiembre, Cuomo dijo: «Hubo un líder en el 11-S. Era Rudy Giuliani. Y Pataki estaba detrás del líder....». Sus comentarios fueron ampliamente ridiculizados; incluso su padre, el exgobernador Mario Cuomo, admitió más tarde que fue un error.
En vísperas de la convención estatal, Cuomo se retiró de la consideración después de concluir que tenía pocas posibilidades de apoyo contra el candidato oficial del partido, Carl McCall. McCall perdió las elecciones generales ante el titular George Pataki.

### Elecciones de 2010
En septiembre de 2009 el presidente Barack Obama solicitó al gobernador David Paterson que retirara su candidatura a gobernador de 2010, dejando paso a Cuomo, debido a los malos resultados previstos por las encuestas para Paterson. Tras insistentes rumores sobre la candidatura de Cuomo, el 22 de mayo de 2010 anunció oficialmente su candidatura a gobernador. Cuomo anunció su elección para vicegobernador el 26 de mayo: Robert Duffy, Alcalde de Rochester.
En las elecciones generales del 2 de noviembre de 2010, Cuomo se enfrentó al republicano Carl Paladino, un empresario de Buffalo que había sido apoyado por el movimiento Tea Party. Cuomo ganó las elecciones para gobernador por mayoría, con el 62 % de los votos.

### Elecciones de 2014
Cuomo buscó la reelección en 2014, con la exrepresentante de Estados Unidos Kathy Hochul como su nueva compañera de fórmula. El 5 de marzo de 2014, el ejecutivo del condado de Westchester, Rob Astorino, anunció que se postularía en el ticket republicano contra Cuomo para gobernador. El 4 de noviembre de 2014, Cuomo fue reelegido para un segundo mandato con el 54 % de los votos, mientras que Astorino recibió el 40 % de los votos.

### Elecciones de 2018
Cuomo fue desafiado en las primarias desde la izquierda por la actriz y activista Cynthia Nixon. Ella lo criticó por no haber arreglado el metro de la ciudad de Nueva York tras la declaración de la crisis de tránsito de 2017, así como por no proteger a los inmigrantes indocumentados y no legalizar la marihuana recreativa.
Cuomo derrotó a Nixon en las primarias demócratas por 65,5–34,5 %.
El 6 de noviembre de 2018, Cuomo y Hochul derrotaron a la propuesta republicana liderada por Marc Molinaro, por un margen de 59 % a 36 %.

### Elecciones de 2022
En mayo de 2019, el gobernador Cuomo anunció que se postularía para un cuarto mandato. En agosto de 2021, después del informe publicado por la fiscal general de Nueva York, Letitia James, las acusaciones detalladas de agresión sexual por parte del gobernador Cuomo y sus intentos de silenciar a las víctimas, los líderes de la Legislatura Estatal de Nueva York indicaron que intentarian destituir a Cuomo de su cargo. Ante una destitución casi segura, anunció su renuncia como gobernador, a partir del 24 de agosto de 2021. Aunque no ha habido una retirada formal, Cuomo no está entre los candidatos a la nominación.

## Gobernador de Nueva York
Cuomo tomó el juramento de gobernador el 1 de enero de 2011, sucediendo a David Paterson. Durante su primer año como gobernador, Cuomo trabajó para aprobar un presupuesto equilibrado, aprobó un límite de impuestos a la propiedad, trabajó para promulgar el proyecto de ley sobre el matrimonio entre personas del mismo sexo con apoyo bipartidista, y reformó la legislación tributaria de Nueva York.
Durante todos sus mandatos hubo especulaciones en los medios sobre una posible carrera presidencial, tanto de 2016  como de 2020. Varios informes indicaron que Cuomo apoyó hasta el 2018 a la Conferencia Demócrata Independiente, Independent Democratic Conference, en parte para parecer más moderado para una eventual candidatura presidencial, al ser un grupo de senadores y congresistas elegidos por el Partido Demócrata pero que formaron coalición parlamentaria con los miembros del Partido Republicano.
En una encuesta de opinión de febrero de 2019, el índice de aprobación de Cuomo cayó al 43 %, el más bajo de su mandato como gobernador, y un 50 % dijo que lo desaprobaba. La encuesta mostró una caída del 8 % desde enero de 2019; fue tomada después de que Cuomo firmara varias leyes progresistas, incluida una expansión de los derechos y el acceso al aborto, así como leyes de control de armas más estrictas, lo que sugiere que la legislación puede haber molestado a ciertos votantes y contribuido a la caída; sin embargo, la mayoría de los votantes estuvo de acuerdo con su posición en ambos temas. Sin embargo en abril de 2020, al comienzo de la Pandemia de COVID-19 en Nueva York, la aprobación de Cuomo era de hasta un 78 %, un récord.

### Política fiscal
Cuomo fue elogiado por su reestructuración en 2011 del código tributario del estado de Nueva York. También fue criticado por incluir aumentos de impuestos para las personas con altos ingresos.

### Controversia sobre donaciones
En su primer día en el cargo, Cuomo renovó una orden ejecutiva firmada por Eliot Spitzer que prohibía a los gobernadores de Nueva York recibir donaciones de personas designadas libremente por el gobernador. Sin embargo, una investigación realizada en febrero de 2018 por The New York Times reveló que la administración de Cuomo había reinterpretado silenciosamente la orden y que Cuomo había recaudado 890 000 dólares de 24 de sus designados, así como 1.3 millones de familiares o empresas de personas designadas. Se hicieron algunas donaciones a Cuomo pocos días después de que se nombrara al donante.
En marzo de 2018, The New York Times informó que Cuomo había reescrito el lenguaje de exención de responsabilidad en el sitio web de su campaña para la orden ejecutiva que prohíbe las donaciones de las personas designadas. El sitio web agregó dos salvedades por las que algunas personas designadas por el gobernador pueden hacer donaciones, lo que según The New York Times podría conducir a más donaciones de las personas designadas al gobernador.

### Medio ambiente
En junio de 2012, la administración Cuomo dijo que estaba considerando levantar una prohibición estatal sobre la práctica de la fracturación hidráulica (también conocida como fracking) para estimular la economía en el norte del estado de Nueva York. Pero los críticos dijeron que el fracking en el norte del estado podría contaminar el suministro de agua de la ciudad de Nueva York, Nueva Jersey y partes de Pensilvania. Después de la publicación de un estudio iniciado años antes, los funcionarios de salud del estado de Nueva York citaron «riesgos significativos para la salud pública» asociados con el fracking, y en diciembre de 2014 la administración Cuomo anunció una prohibición de la fracturación hidráulica en Nueva York.
En 2017, Cuomo anunció que la Central Nuclear Indian Point, que producía una cuarta parte de la energía de la ciudad de Nueva York, se cerraría gradualmente. Como resultado de la eliminación, la energía libre de carbono generada por la central sería reemplazada por energía generada por combustibles fósiles generadores de carbono. Como consecuencia, se estimó que Nueva York tendría dificultades para cumplir sus objetivos climáticos.

### Control de armas
El 15 de enero de 2013, Cuomo promulgó la primera ley estatal de control de armas que se aprobó después de la masacre de la Escuela Primaria de Sandy Hook del 14 de diciembre de 2012, en la vecina Connecticut. La ley, NY SAFE Act, fue criticada y la Asociación Nacional del Rifle la calificó de «draconiana».
El 5 de julio de 2013, Cuomo firmó una enmienda a la Ley NY SAFE que exime a los policías retirados de algunas de las restricciones de propiedad de la ley.
El 7 de julio de 2021, Cuomo declaró la primera «emergencia por desastre» de los Estados Unidos relacionada con delitos con armas de fuego.

### Huracán Sandy

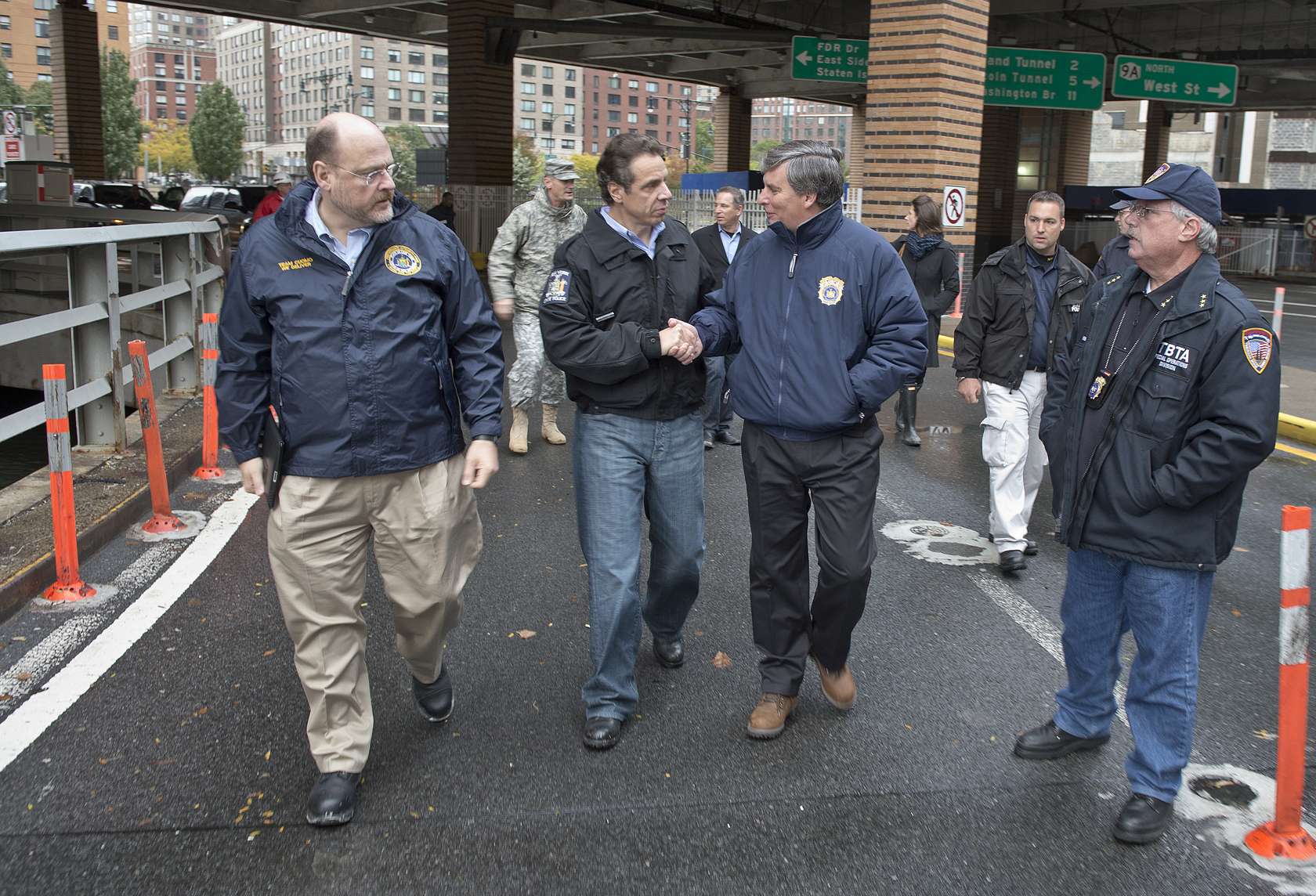
Cuomo, junto con los directivos de la Autoridad Metropolitana del Transporte, visitando el Brooklyn–Battery Tunnel, cerrado en octubre de 2012 por los efectos del Huracán Sandy.

Después del huracán Sandy, en octubre de 2012, Cuomo permitió a los votantes de Nueva York, a través de una disposición específica destinada a acomodar a los desplazados, emitir votos provisionales para las elecciones de 2012 en cualquier parte del estado. También nombró una comisión para examinar las respuestas de los servicios públicos de Nueva York a los daños causados por la tormenta.
La controversia se produjo cuando la administración Cuomo usó 140 millones de dólares, incluidos 40 millones de fondos federales de ayuda para casos de desastre, para pagar la difusión de anuncios de televisión nacional que promocionaban eslóganes de «New New York» fuera de Nueva York, en un intento de atraer nuevas inversiones comerciales al estado. Recibió muchas críticas por el gasto, incluido el exgobernador de Nueva York Eliot Spitzer, que calificó los anuncios de «una pérdida de dinero de los contribuyentes».

### Polémica sobre comentarios acerca de los conservadores de derecha
En enero de 2014, durante una entrevista con Susan Arbetter en WCNY, Cuomo realizó unas declaraciones que tuvieron una gran repercusión.

¿Es el partido republicano en este estado un partido moderado o es un partido conservador extremo? Eso es lo que están tratando de averiguar. Y es muy interesante porque es un espejo de lo que está sucediendo en Washington, ¿no? El estancamiento en Washington se trata menos de demócratas y republicanos, se trata más de republicanos extremos versus republicanos moderados... Su problema no somos yo y los demócratas; su problema son ellos mismos. ¿Quienes son? ¿Son estos conservadores extremos que son pro-vida, que están a favor de las armas de asalto, que son anti-gay? ¿Eso es lo que son? Porque si eso es lo que son y si son los conservadores extremos, no tienen lugar en el estado de Nueva York ...
Andrew Cuomo

Este comentario produjo una gran respuesta en los medios conservadores. El locutor de radio Glenn Beck escribió una carta al gobernador en relación con los comentarios de Cuomo. El colaborador de Fox News y presentador de televisión, Sean Hannity, amenazó con mudarse del estado con todos sus bienes si Cuomo no se disculpaba por sus comentarios. El cardenal Timothy M. Dolan, arzobispo de Nueva York, afirmó, sobre los comentarios de Cuomo, «Aquellos que una vez nos dijeron que el aborto tenía que seguir siendo seguro, legal y raro, ahora lo han convertido en peligroso, impuesto y frecuente».
En mayo de 2014, tras un discurso de Rob Astorino, postulandose en su contra en las elecciones para gobernador de 2014, el Comité Demócrata del Estado de Nueva York apoyó a Cuomo respondiendo: «Los republicanos del Tea Party ya han hecho suficiente daño en Washington, el discurso de hoy dejó muy claro que no los necesitamos aquí en Nueva York».

### Legalización de la marihuana
En enero de 2014, Cuomo anunció una orden ejecutiva para permitir el uso limitado de marihuana medicinal en Nueva York. Más tarde ese año, la legislatura estatal aprobó un proyecto de ley integral para legalizar el cannabis medicinal, que contenía algunas restricciones ante la insistencia de Cuomo, como la prohibición del consumo fumandolo.
En diciembre de 2018, Cuomo anunció su apoyo a la legalización del uso recreativo del cannabis, después de haber manifestado previamente su oposición y haberlo calificado de droga de entrada, gateway drug, en febrero de 2017. El 31 de marzo de 2021, el consumo recreativo del cannabis fue oficialmente legalizado con la promulgación de la Ley de Regulación e Impuestos sobre la Marihuana.

### Política universitaria
En 2017, en el presupuesto estatal, se aprobó la Beca Excelsior (Excelsior Scholarship), una disposición que establece que las familias que ganan menos de 100 000. podrían tener matrícula gratuita en todas las universidades SUNY y CUNY, aunque algunos expertos en educación, afirmaron que no ayudaría a los estudiantes más pobres y que el requisito de que los beneficiarios vivan y trabajen en Nueva York después de graduarse es contraproducente.

### Metro de Nueva York
En junio de 2017, después de una serie de desastres en el metro,  Cuomo declaró el «estado de emergencia» para el sistema de metro de la ciudad de Nueva York. Cuomo recibió críticas por ser en parte responsable del problema.
En agosto de 2017, Cuomo redactó una propuesta que incluía un incremento de precios para recaudar fondos para el sistema de transporte público. El alcalde de Blasio, quien inicialmente se había opuesto a la propuesta, sugirió una nueva propuesta con un incremento de impuestos para los residentes máss ricos de la ciudad. En octubre, el gobierno del estado de Nueva York creó un grupo de trabajo, Fix NYC, para encontrar soluciones para arreglar solucionar los problemas del transporte público. En enero de 2018 se publicó una propuesta preliminar. La propuesta definitiva no fue aprobada hasta 2019, aunque tenía que haber sido implantada entre 2020 y 2021. Debido a las cambios producidos por la pandemia de Covid-19, en el momento de la dimisión de Cuomo aún no se había ejecutado la ley, estando sujeta a posibles modificaciones.

### Política penitenciaria
En agosto de 2017, la administración de Cuomo otorgó más de 7 millones de dólares en subvenciones a universidades de Nueva York para ofrecer cursos a los presos de Nueva York. En enero de 2018, Cuomo propuso reformas con el objetivo de reducir las demoras durante los juicios, prohibir la incautación de activos en los casos en que no ha habido condenas y facilitar que los convictos obtengan un trabajo después de salir de la cárcel. También pidió el fin de la fianza en efectivo por delitos menores.
Durante el mandato de Cuomo, concedió conmutaciones a menos prisioneros que muchos gobernadores republicanos y demócratas de Nueva York anteriores.[cita requerida] Cuomo conmutó un total de nueve sentencias. Cuomo indultó a 140 adultos que fueron condenados por delitos graves no violentos cuando tenían 16 y 17 años, pero habían cumplido sus condenas. Perdonó a otras 18 personas que habían cumplido sus condenas por delitos graves no violentos pero que estaban expuestas a la deportación debido a sus antecedentes penales.
En abril de 2018, Cuomo anunció que restablecería los derechos de voto de las personas en libertad condicional a través de una orden ejecutiva. Afirmó que consideraría restaurar los derechos de voto de todas las personas en libertad condicional (más de 35000) y también que otorgaría nuevos derechos a personas en libertad condicional a lo largo de su mandato.

### Vivienda pública
A principios de 2018, Cuomo respondió a una demanda colectiva presentada contra la Autoridad de la Vivienda de la Ciudad de Nueva York (NYCHA) por un grupo de inquilinos de viviendas públicas. La demanda fue la primera de su tipo y pidió a NYCHA que aborde de inmediato las condiciones decrépitas e insalubres en las unidades de vivienda pública en toda la ciudad de Nueva York. Cuomo realizó una gira por un proyecto de vivienda pública en marzo. A principios de abril, Cuomo nombró un monitor independiente para supervisar a NYCHA en caso de emergencia. La medida amplió la brecha cada vez mayor entre el alcalde de Nueva York Bill de Blasio y Cuomo.

### Incentivos corporativos
Cuomo apoyó la provisión de incentivos fiscales y de otro tipo para atraer empresas para ubicarse en el estado de Nueva York. Incluso bromeó en 2018 que estaría dispuesto a cambiar su nombre por el de Amazon Cuomo si Amazon ubicaba su Amazon HQ2 (sede corporativa secundaria) en el estado. Su fuerte apoyo a la oferta de la ciudad de Nueva York para convertirse en la sede de Amazon HQ2 se enfrentó críticas basadas en argumentos de que los costos para el estado superan los posibles beneficios. Amazon se había decidido por dos «importantes puestos de avanzada corporativos», en la ciudad de Nueva York y Arlington (Virginia), en lugar de un solo segundo cuartel general, antes de retirarse del primero bajo la presión local.

### Matrimonio homosexual
De acuerdo con una promesa de campaña, Cuomo firmó la Ley de Igualdad Matrimonial, introduciendo el matrimonio entre personas del mismo sexo, el 24 de junio de 2011, y luego pidió a todos los estados que hicieran lo mismo. Cuomo fue elogiado por sus esfuerzos para aprobar la legislación sobre el matrimonio entre personas del mismo sexo. TEl 25 de julio de 2011, se presentó una demanda en la Corte Suprema de Nueva York buscando una orden judicial contra la ley, alegando corrupción y violaciones a la ley en el proceso de aprobación del proyecto de ley. El tribunal de primera instancia sostuvo inicialmente que el caso de los demandantes podía continuar, pero la decisión fue revocada en la apelación.
Cuomo pidió un boicot a Indiana y Carolina del Norte para protestar contra su legislación sobre temas LGBT.

### Política de igualdad y regulación del aborto
En junio de 2013, Cuomo pidió la aprobación de una Ley de Igualdad de la Mujer. La ley incluía diez proyectos diferenciados que afectaban cuestiones como la violencia doméstica, la trata de personas y la discriminación por embarazo. El décimo proyecto de ley de la Ley de Igualdad de la Mujer fue la Ley de Salud Reproductiva, que buscaba consagrar en la ley estatal las protecciones federales existentes para el derecho al aborto.

Codificar las protecciones reconocidas por el Tribunal Supremo de los Estados Unidos en el Roe v. Wade y en casos posteriores que confirmaron el derecho de los individuos para tomar determinaciones reproductivas, este proyecto de ley establece un derecho legal fundamental a la privacidad al hacer decisiones reproductivas personales y actualizaciones sobre el aborto y leyes de anticoncepción para corregir defectos constitucionales y asegurar que el aborto se trata como un asunto de salud.
Objetivo de Ley de Salud Reproductiva, Reproductive Health Act.

La Asamblea del Estado de Nueva York aprobó la Ley de Igualdad de la Mujer el 20 de junio de 2013. El liderazgo republicano del Senado del Estado de Nueva York expresó su apoyo a los nueve puntos de la ley no relacionados con el aborto, pero objetó a la Ley de Salud Reproductiva y expresó su falta de voluntad para permitir una votación sobre ella.
En 2015, los proyectos de ley de la Ley de Igualdad de la Mujer no relacionados con el aborto fueron aprobados por ambas cámaras de la Legislatura estatal. En octubre de 2015, Cuomo promulgó ocho de los diez proyectos de ley; pero el proyecto de ley sobre el derecho al aborto no estaba entre ellos.
El 22 de enero de 2019, Cuomo firmó la Ley de Salud Reproductiva, pocos días después de que los demócratas tomaran el control del Senado estatal. Cuomo ordenó que el One World Trade Center y otros puntos de interés se iluminaran en rosa para celebrar la aprobación del proyecto de ley.

### Respuesta a la pandemia de COVID-19
El 1 de marzo de 2020, Cuomo emitió una declaración sobre el nuevo coronavirus en Nueva York en la que mencionó el primer caso positivo de nuevo coronavirus en el estado de Nueva York. El 2 de marzo de 2020, Cuomo afirmó que la transmisión comunitaria del nuevo coronavirus era «inevitable». También mencionó los planes de la ciudad de Nueva York para intensificar agresivamente las pruebas de diagnóstico para el nuevo virus y dijo que le gustaría que la ciudad de Nueva York realizara «1000 pruebas por día». Anunció un acuerdo del Wadsworth Center (New York State's Antitoxin Laboratory) con los hospitales del estado para expandir la diponibilidad de las  pruebas diagnosticas. El 3 de marzo de 2020, Cuomo firmó una autorización de gestión de emergencia de 40 millones de dólares para la respuesta al coronavirus. El 4 de marzo de 2020, Cuomo confirmó nueve casos nuevos en el estado y dijo que era «literalmente como intentar detener el aire» y reafirmar que era inevitable que se siguiera propagando.
El 6 de marzo de 2020, Cuomo criticó la respuesta del gobierno federal al brote de COVID-19, calificándolo de «absurdo y sin sentido».
Al principio de los esfuerzos de respuesta al coronavirus, Cuomo recibió elogios generalizados de los epidemiólogos por su manejo de la pandemia de COVID-19 en evolución en el estado de Nueva York, incluido un bloqueo en todo el estado y el cierre de negocios no esenciales en un esfuerzo por ayudar a aplanar la curva del virus. Al mismo tiempo, sin embargo, Cuomo también recibió críticas por no comprender la gravedad de la pandemia antes de que sus riesgos fueran plenamente visibles para el público estadounidense.
En la primavera de 2020, carteles de redes sociales y presentadores de televisión como Stephen Colbert, Trevor Noah y Ellen DeGeneres idearon el término Cuomosexuales para expresar admiración y amor por el gobernador y su hermano, el presentador de CNN Chris Cuomo, relacionado con sus roles de liderazgo durante la pandemia de COVID-19.
En octubre de 2020, Cuomo escribió un libro, American Crisis, proclamando la victoria contra la pandemia debido a su liderazgo. Escribió que Nueva York «se enfrentó y derrotó» al virus.

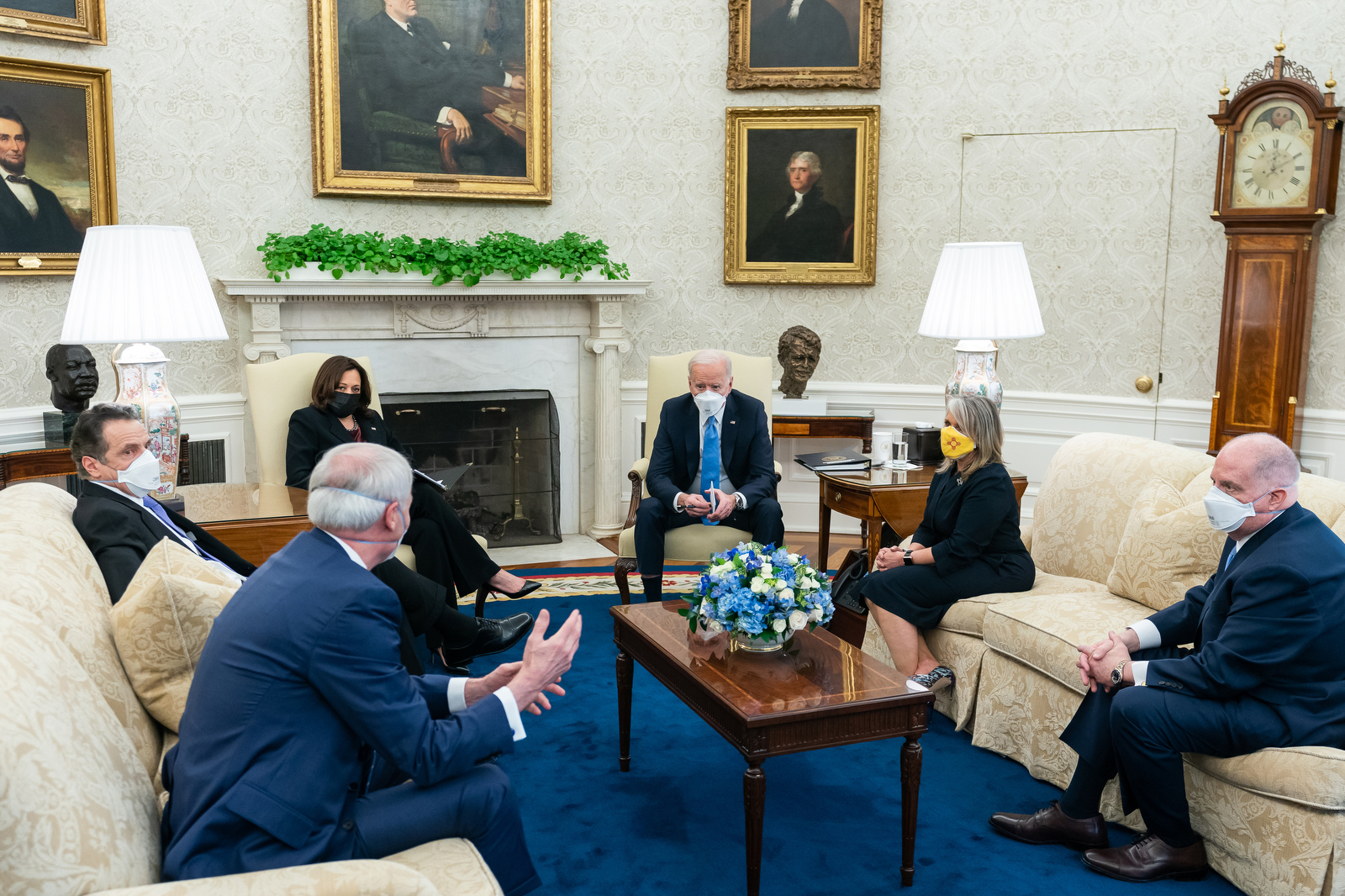
Cuomo, en febrero de 2021, junto a Joe Biden y Kamala Harris. En la reunión de preparación del American Rescue Plan, el plan de incentivos financieros para la recuperación económica tras la pandemia.

En noviembre de 2020, Cuomo recibió el premio International Emmy Founders Award de la Academia Internacional de Artes y Ciencias de la Televisión por sus sesiones informativas sobre el coronavirus. El 24 de agosto de 2021, la mañana después de su renuncia al cargo de gobernador, la Academia rescindió el premio Emmy debido al informe del fiscal general de Nueva York sobre las acusaciones de acoso sexual en su contra.
Durante el transcurso de la pandemia de COVID-19 en su estado, nueve funcionarios de salud estatales dimitieron, según se informa en respuesta a las políticas de Cuomo. En una conferencia de prensa el 29 de enero de 2021, Cuomo declaró que no confiaba el trabajo del Departamento de Salud.
En junio de 2021, Cuomo eliminó las restricciones de COVID-19, después de la noticia de que el 70 % de los adultos habían recibido una dosis de la vacuna COVID-19.

## Problemas legales y renuncia al cargo
Durante su carrera Cuomo nunca fue imputado, pero sí lo fueron varios de sus colaboradores, en un escándalo de donaciones ilegales.
En diciembre de 2020 Lindsey Boylan, una exasistenta de Cuomo que había sido candidata demócrata a la presidencia del distrito de Manhattan en 2021, alegó que «[Cuomo] me acosó sexualmente durante años. Muchos lo vieron». A esa denuncia se fueron sucediendo las de varias mujeres; hasta que, en febrero de 2021, los senadores demócratas Chuck Schumer y Kirsten Gillibrand solicitaron una investigación independiente, petición respaldada por el presidente Joe Biden.  Para responder a las acusaciones, Cuomo fue asesorado por las líderes de Time's Up.
El 3 de agosto de 2021, el presidente de los Estados Unidos, Joe Biden, le pidió la renuncia a Cuomo después de que la fiscal general de Nueva York, en la presentación del informe, detallase las pruebas encontradas.

Estas entrevistas y pruebas revelaron una imagen profundamente perturbadora pero clara: el gobernador Cuomo acosó sexualmente a empleadas estatales y exempleadas en violación de las leyes federales y estatales.
Letitia James. Fiscal General del Estado de Nueva York

El 10 de agosto de 2021, ante la presión de varios líderes del Partido Demócrata, encabezados por el presidente Joe Biden, Cuomo renunció a su cargo de gobernador del estado de Nueva York. Su renuncia se hizo efectiva dos semanas después, fecha en la que fue reemplazado por la vicegobernadora Kathy Hochul.